# Giorgio La Vista
Giorgio La Vista (Roma, 5 aprile 1979) è un allenatore di calcio ed ex calciatore italiano, centrocampista, vice allenatore della formazione Primavera del Venezia.
In carriera ha totalizzato 163 presenze in Serie B segnando 10 reti.

## Biografia
Risiede ad Ascoli Piceno, città in cui è arrivato giovanissimo passandovi buona parte della sua carriera. È sposato ed ha due figli.

## Caratteristiche tecniche
Nasce come esterno offensivo per poi diventare dapprima trequartista quindi — nell'ultima parte della sua carriera — regista di centrocampo. Dotato di buona tecnica e di un'ottima visione di gioco, è un discreto assist-man oltre che un tiratore di precisione dalla lunga distanza.

## Carriera
Inizia la sua carriera nelle giovanili del Casalotti e già all'età di 16 anni si trasferisce all'Ascoli. Debutta in prima squadra nel 1997 all'età di 18 anni, in Serie C1, rimanendo in bianconero per tre stagioni, tutte disputate in terza serie. Nel 1999 passa alla Fermana di Osvaldo Jaconi, appena promossa in Serie B, facendo il suo esordio tra i cadetti il 25 ottobre, nei minuti conclusivi della partita contro il Chievo, a Verona, subentrando a Davide Mezzanotti. Con la maglia gialloblù disputa 10 partite in seconda serie e poi gioca da titolare le due successive stagioni di Serie C1.
Nel 2002 torna in Serie B vestendo nuovamente la maglia dell'Ascoli per due stagioni, di cui la seconda da capitano; il 5 aprile 2003 segna il suo primo gol tra i cadetti nel 2-1 con cui i marchigiani battono il Catania mentre il 24 aprile 2004 mette a segno una tripletta — sotto gli occhi di Arrigo Sacchi, all'epoca consulente del Parma — decisiva nella vittoria dell'Ascoli sul campo del Vicenza.
All'apice della sua carriera, oltre che dal citato Parma, è richiesto da Fiorentina e Lazio ma non riuscirà mai ad arrivare in massima serie. Passa invece al Bari dove milita per due stagioni e mezza nella serie cadetta, consolidando un rapporto personale con l'allora patron dei galletti, Vincenzo Matarrese. Nel gennaio 2007 viene ceduto al Pescara, non riuscendo tuttavia ad evitare la retrocessione dei biancazzurri in Serie C1 al termine della stagione. L'estate seguente si trasferisce al Perugia, in Serie C1, arrivando sino alle semifinali dei play-off promozione. Nel 2008 passa quindi al Sorrento, con cui vince la Coppa Italia Lega Pro. La stagione seguente fa ritorno al Perugia con cui disputa però solo una manciata di partite nel finale di stagione.
Nel 2011 decide, a sorpresa, di lasciare il professionismo e di scendere in Serie D, trasferendosi alla Civitanovese. La stagione successiva passa, sempre tra i dilettanti, alla Santegidiese prima di far ritorno alla Civitanovese. Tra il 2013 ed il 2015 disputa due stagioni nella Promozione marchigiana con le maglie di Monticelli (dove svolge anche il ruolo di direttore generale) e Atletico Piceno.
Nel 2015 torna in Lega Pro dopo 5 anni vestendo la maglia del Robur Siena, segnando due reti e facendo registrare complessivamente 22 presenze. La stagione successiva firma per L'Aquila, appena retrocessa in Serie D, diventandone il capitano; lascia la squadra abruzzese il 10 marzo 2017, dopo il ribaltone societario che ha portato all'esonero del DS e alle dimissioni dello staff tecnico.. La sua carriera prosegue nella medesima categoria con la formazione sarda del San Teodoro, allenata da Alessandro Monticciolo, suo ex compagno ai tempi di Ascoli. Al termine della stagione resta in Sardegna,ma scende di categoria, firmando con il Muravera, squadra che trascina nella vittoria del campionato di Eccellenza, arrivando a superare la doppia cifra nella classifica marcatori. 

## Allenatore
Nella stagione 2019-2020 inizia ad allenare la formazione Juniores del Muravera. Dalla stagione 2022-2023 diventa vice allenatore dell'Under-17 dell'Ascoli.

## Statistiche

### Presenze e reti nei club
| Stagione            | Squadra             | Campionato          | Campionato | Campionato | Coppe nazionali | Coppe nazionali | Coppe nazionali | Coppe continentali | Coppe continentali | Coppe continentali | Altre coppe | Altre coppe | Altre coppe | Totale | Totale |
| Stagione            | Squadra             | Comp                | Pres       | Reti       | Comp            | Pres            | Reti            | Comp               | Pres               | Reti               | Comp        | Pres        | Reti        | Pres   | Reti   |
| ------------------- | ------------------- | ------------------- | ---------- | ---------- | --------------- | --------------- | --------------- | ------------------ | ------------------ | ------------------ | ----------- | ----------- | ----------- | ------ | ------ |
| 1996-1997           | Ascoli              | C1                  | 1          | 0          | CI-C            | 0               | 0               | -                  | -                  | -                  | -           | -           | -           | 1      | 0      |
| 1997-1998           | Ascoli              | C1                  | 18         | 1          | CI-C            | ?               | ?               | -                  | -                  | -                  | -           | -           | -           | 18     | 1      |
| 1998-1999           | Ascoli              | C1                  | 28         | 1          | CI-C            | ?               | ?               | -                  | -                  | -                  | -           | -           | -           | 28     | 1      |
| 1999-2000           | Fermana             | B                   | 10         | 0          | CI              | 0               | 0               | -                  | -                  | -                  | -           | -           | -           | 10     | 0      |
| 2000-2001           | Fermana             | C1                  | 25         | 5          | CI              | 4               | 0               | -                  | -                  | -                  | -           | -           | -           | 29     | 5      |
| 2001-2002           | Fermana             | C1                  | 31         | 6          | CI-C            | ?               | ?               | -                  | -                  | -                  | -           | -           | -           | 28     | 1      |
| Totale Fermana      | Totale Fermana      | Totale Fermana      | 66         | 11         |                 | 4               | 0               |                    | -                  | -                  |             | -           | -           | 70     | 11     |
| 2002-2003           | Ascoli              | B                   | 26         | 1          | CI              | 0               | 0               | -                  | -                  | -                  | -           | -           | -           | 26     | 1      |
| 2003-2004           | Ascoli              | B                   | 35         | 6          | CI              | 0               | 0               | -                  | -                  | -                  | -           | -           | -           | 35     | 6      |
| Totale Ascoli       | Totale Ascoli       | Totale Ascoli       | 108        | 9          |                 | 0               | 0               |                    | -                  | -                  |             | -           | -           | 108    | 9      |
| 2004-2005           | Bari                | B                   | 40         | 3          | CI              | 0               | 0               | -                  | -                  | -                  | -           | -           | -           | 40     | 3      |
| 2005-2006           | Bari                | B                   | 30         | 0          | CI              | 1               | 0               | -                  | -                  | -                  | -           | -           | -           | 31     | 0      |
| 2006-gen. 2007      | Bari                | B                   | 4          | 0          | CI              | 0               | 0               | -                  | -                  | -                  | -           | -           | -           | 4      | 0      |
| Totale Bari         | Totale Bari         | Totale Bari         | 74         | 3          |                 | 1               | 0               |                    | -                  | -                  |             | -           | -           | 75     | 3      |
| gen.-giu. 2007      | Pescara             | B                   | 18         | 0          | CI              | 0               | 0               | -                  | -                  | -                  | -           | -           | -           | 18     | 0      |
| 2007-2008           | Perugia             | C1                  | 29+2       | 1+0        | CI-C            | ?               | ?               | -                  | -                  | -                  | -           | -           | -           | 31     | 1      |
| 2008-2009           | Sorrento            | 1D                  | 21         | 4          | CI+CI-LP        | 0+?             | 0+?             | -                  | -                  | -                  | -           | -           | -           | 21     | 4      |
| 2009-2010           | Perugia             | 1D                  | 4          | 0          | CI+CI-LP        | 0+2             | 0+0             | -                  | -                  | -                  | -           | -           | -           | 6      | 0      |
| Totale Perugia      | Totale Perugia      | Totale Perugia      | 35         | 1          |                 | 2               | 0               |                    | -                  | -                  |             | -           | -           | 37     | 1      |
| gen.-giu. 2011      | Civitanovese        | D                   | 6          | 3          | CI-D            | ?               | ?               | -                  | -                  | -                  | -           | -           | -           | 6      | 3      |
| 2011-2012           | Santegidiese        | D                   | 30         | 6          | CI-D            | ?               | ?               | -                  | -                  | -                  | -           | -           | -           | 30     | 6      |
| 2012-2013           | Civitanovese        | D                   | 31         | 4          | CI-D            | ?               | ?               | -                  | -                  | -                  | -           | -           | -           | 31     | 4      |
| Totale Civitanovese | Totale Civitanovese | Totale Civitanovese | 37         | 7          |                 | 0               | 0               |                    | -                  | -                  |             | -           | -           | 37     | 7      |
| 2013-2014           | Monticelli          | P                   | 27         | 6          | -               | -               | -               | -                  | -                  | -                  | -           | -           | -           | 27     | 6      |
| 2014-2015           | Atletico Piceno     | P                   | 29         | 11         | -               | -               | -               | -                  | -                  | -                  | -           | -           | -           | 29     | 11     |
| 2015-2016           | Robur Siena         | LP                  | 22         | 2          | CI-LP           | 2               | 0               | -                  | -                  | -                  | -           | -           | -           | 24     | 2      |
| 2016-2017           | L'Aquila            | D                   | 24         | 1          | CI-D            | 2               | 0               | -                  | -                  | -                  | -           | -           | -           | 26     | 1      |
| Totale carriera     | Totale carriera     | Totale carriera     | 491        | 61         |                 | 11              | 0               |                    | 0                  | 0                  |             | 0           | 0           | 502    | 61     |

## Palmarès

### Club

#### Competizioni nazionali
- Coppa Italia Lega Pro: 1

Sorrento: 2008-2009